# 东风水库 (浦城)
东风水库是中国福建省南平市浦城县莲塘镇境内的一座水库，位于桐源溪上，建于1963年。水库正常库容为1537万立方米，集雨面积为37平方千米，海拔为99.2米。